# 3538 Nelsonia
3538 Nelsonia este un asteroid din centura principală, descoperit pe 24 septembrie 1960 de PLS.